# Thomas B. Butler

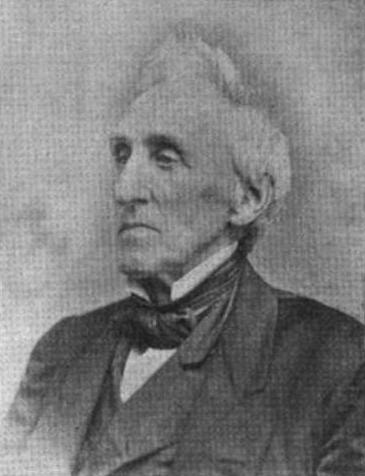
Thomas B. Butler

Thomas Belden Butler (* 22. August 1806 in Wethersfield, Connecticut; † 8. Juni 1873 in Norwalk, Connecticut) war ein US-amerikanischer Politiker. Zwischen 1849 und 1851 vertrat er den Bundesstaat Connecticut im US-Repräsentantenhaus.

## Werdegang
Thomas Butler besuchte die öffentlichen Schulen seiner Heimat. Danach studierte er bis 1828 an der Yale University Medizin. Nach seiner Zulassung als Arzt begann er in Norwalk in seinem neuen Beruf zu praktizieren. Nach einem Jurastudium wurde er im Jahr 1837 als Rechtsanwalt zugelassen.  Daraufhin wechselte er den Beruf und praktizierte nun als Jurist ebenfalls in der Gemeinde Norwalk.
Butler war Mitglied der Whig Party. Zwischen 1832 und 1846 war er Abgeordneter im Repräsentantenhaus von Connecticut; von 1847 bis 1848 saß er im Staatssenat. Bei den Kongresswahlen des Jahres 1848 wurde er im vierten Wahlbezirk von Connecticut in das US-Repräsentantenhaus in Washington, D.C. gewählt. Dort trat er am 4. März 1849 die Nachfolge des in den Senat gewechselten Truman Smith an. Da er bei den Wahlen des Jahres 1850 dem Demokraten Origen S. Seymour unterlag, konnte Butler bis zum 3. März 1851 nur eine Legislaturperiode im Kongress absolvieren.
Nach seiner Zeit im US-Repräsentantenhaus begann Thomas Butler eine erfolgreiche Laufbahn als Richter. Im Jahr 1855 wurde er Richter am Superior Court seines Staates. 1861 wurde er beisitzender Richter am Connecticut Supreme Court und 1870 wurde er als Chief Justice dessen vorsitzender Richter. Thomas Butler starb am 8. Juni 1873 in Norwalk und wurde dort auch beigesetzt.